# Drachenhöhle bei Mixnitz
Drachenhöhle är en grotta i Österrike. Den ligger i distriktet Bruck-Mürzzuschlag och förbundslandet Steiermark, i den östra delen av landet.
I omgivningarna runt Drachenhöhle växer i huvudsak blandskog. Grottan är 542 meter lång och vid ingången 12 meter hög samt 20 meter bred. Den första genomgående undersökningen utfördes 1837. Sedan 1928 är skyddsåtgärder inrättad och sedan 1949 är grottan ett naturminne. Drachenhöhle får endast besökas med professionell guide. Den är viloplatsen för olika fladdermöss.